# Ader (bedrijf)

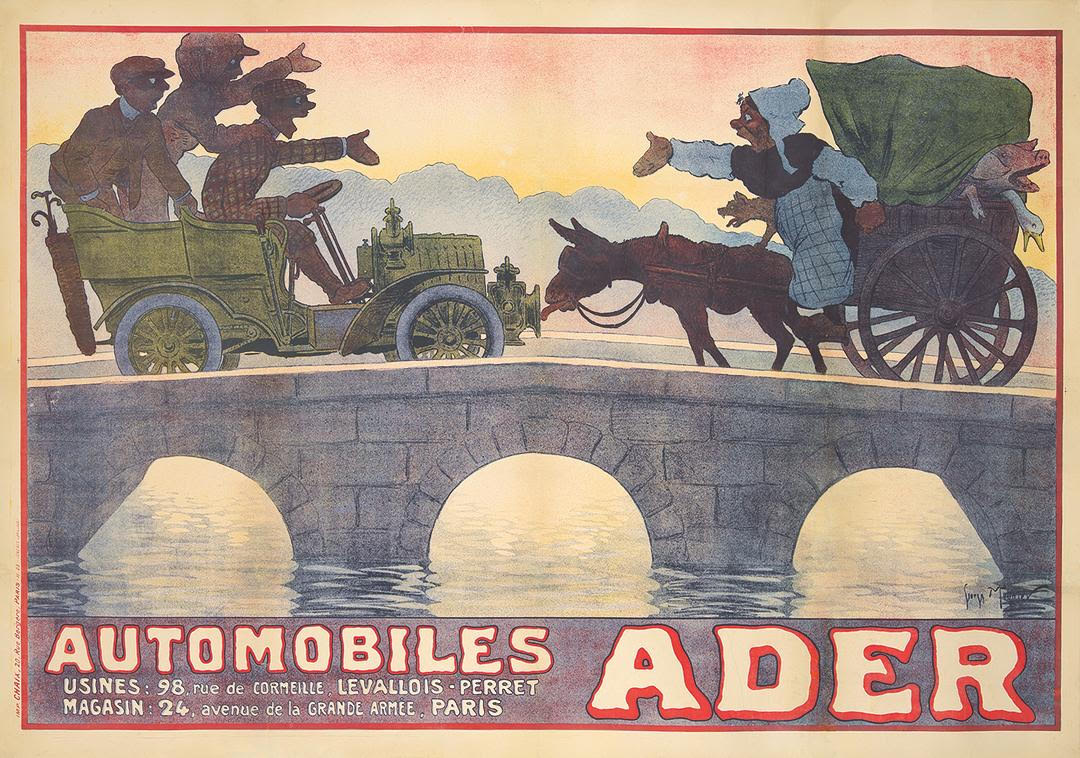

Ader is een historisch Frans merk van telefoons, motorfietsen, inbouwmotoren en auto's.
Het bedrijf werd opgericht door de Franse ingenieur Clément Ader als Société Industrielle des Téléphones; later Société Ader, gevestigd te Levallois-Perret (Seine).
Vanaf 1901 werden inbouwmotoren, complete motorfietsen en automobielen gemaakt. De bekendste motorfiets had een 4 pk V-twin-blok en asaandrijving, maar er werden ook 2 pk eencilinders gemaakt. De eerste auto had een V-twin motor, welke simpelweg verdubbeld werd tot een V4 in het volgende model. Twee van deze V4 motoren vormden een V8 voor de wegwedstrijd Parijs-Madrid. De fabriek beëindigde de productie in 1907.
- International Standard Name Identifier: 0000 0001 2161 7198
- Virtual International Authority File: 148622919